# 大関氏
大関氏（おおぜきし）は、武家・華族だった日本の氏族。戦国時代に下野国那須郡黒羽に勢力を張り、江戸時代に下野国黒羽藩主家、明治維新後には華族の子爵家となった。

## 出自
大関氏の系図や江戸時代後期に大関増業が編纂した『創垂可継』などの家伝では、大関氏は武蔵七党の丹党の末裔であり、本姓は丹治姓であるとしている。

郷土史家の蓮実長は、戦国期に大田原氏から大関高増が養嗣子として大関氏に入ったために、大関氏の系図を作為して強いて丹治姓としたと指摘している。

それとともに、『那須系図説』や『伊王野系図』を基に大関氏は常陸国小栗氏より出た平姓と考えるのが正しいと断定した。

大関氏の記載がある市町村史や概説書は、蓮実の説を踏襲している。

## 歴史
具体的にその動静が知られるようになるのは南北朝時代の頃からであり、主家の元で周辺勢力との抗争を繰り返しながら着々と下野国に地盤を築いていった。戦国時代の当主大関宗増は野心家で、那須氏の内紛に乗じ独立を図ったが、かえって同じく那須七党である大田原氏の大田原資清に敗れ、資清の子である大関高増を養子に迎えざるを得なくなる。大関高増の時代には大田原氏と協力しては主家である那須氏を凌ぐ勢力を築き上げ、豊臣秀吉の小田原征伐には主家の那須氏を見限りいち早く参陣し、主家が改易の憂き目を見るのをよそに天正18年（1590年）に1万3000石の所領を安堵された。
高増の三男大関資増は関ヶ原の戦いで東軍に付いて戦功を挙げ、6000石加増されて2万石となり、黒羽藩の藩祖となる。正保3年（1646年）に増親が家督した際に2000石を弟増公に分知したことで1万8000石に減り、以後その石高で廃藩置県まで存続した。
最後の黒羽藩主増勤は、戊辰の役で官軍に属して奥羽各地を転戦して戦功を挙げ、賞典禄の永世禄1万5000石を下賜された。明治2年（1869年）6月の版籍奉還で藩知事に任じられ、明治4年（1871年）7月の廃藩置県に伴う罷免まで務めた。
明治2年（1869年）6月17日の行政官達で公家と大名家が統合されて華族制度が誕生すると大関家も大名家として華族に列した。
版籍奉還の際に定められた家禄は534石。明治9年の金禄公債証書発行条例に基づき家禄（534石）と賞典禄（実額3750石）の合計4284石と引き換えに支給された金禄公債の額は、7万1728円66銭4厘（華族受給者中94位）。
明治前期の当主増勤の住居は東京府本所区柳原町にあった。当時の家令は、浄法寺操。
明治17年（1884年）7月7日の華族令の施行で華族が五爵制になると、同月8日に増勤は旧小藩知事として子爵に列せられた。
その子大関増輝の代に大関子爵家の邸宅は東京市杉並区上荻窪にあった。

## 当主
- 大関高清
- 大関光清
- 大関清実
- 大関氏清
- 大関基清
- 大関家清
- 大関増清
- 大関廣増（弥七郎[16]）
- 大関増信（右衛門大夫[16]、嘉吉3年3月8日（1443年4月8日）没[16][17]、法名：巌叟道泉[17]）
- 大関忠増（弥五郎[18]、美作守[16][17]、長禄3年5月6日（1459年6月6日）没[16][17]、享年57[16][17]、法名：道忠[16]/道光[19]/大義道忠[18]）
- 大関増雄（常陸介[16][17]）
- 大関宗増
- 大関増次（宗増の嫡男。）
- 大関高増（宗増の養子。実父は大田原資清。）
- 大関清増

以降は黒羽藩を参照。